# Polynoncus aeger
Polynoncus aeger är en skalbaggsart som beskrevs av Guérin-Méneville 1844. Polynoncus aeger ingår i släktet Polynoncus och familjen knotbaggar. Inga underarter finns listade i Catalogue of Life.